# Javier Grbec
Javier Antonio Grbec argentinsko-slovenski nogometaš, * 24. marec 1986, Morón, Argentina.

## Življenjepis
Grbec je potomec Slovencev iz Sevnice. Doslej je igral za enajst različnih klubov v treh državah. Od jeseni 2007 do konca pomladi 2009 je igral tudi v slovenski in ima tudi slovensko državljanstvo. Od 7. januarja 2016 pa je član čilskega prvoligaša CD COBRESAL in igra na položaju napadalca.